# غريغوري بي هوكينز
غريغوري بي هوكينز (بالإنجليزية: Gregory P. Hawkins)‏ هو محامي أمريكي، ولد في 22 سبتمبر 1957 في ساكرامنتو في الولايات المتحدة.